# Cabernet franc
Le cabernet franc est un cépage noir de cuve. Il appartient à la famille des Carmenets, dont il est le membre le plus proche des variétés sauvages. Selon Guy Lavignac, il proviendrait du côté espagnol du vignoble pyrénéen et aurait gagné le sud-ouest de la France grâce aux pèlerins de retour de Saint-Jacques-de-Compostelle.
Il se distingue par sa finesse aromatique, ses arômes épicés et parfois de poivron et sa bonne aptitude au vieillissement, vis-à-vis du cabernet-sauvignon qui présente moins d'intérêt organoleptique mais plus de composés phénoliques.
Le vin produit à partir du cabernet franc est peu riche en tanins et par conséquent vieillit assez rapidement. Il est connu pour sa finesse. Selon les terroirs, les parfums évoqués par les connaisseurs se rapprochent de la framboise (vignoble de Bourgueil) ou de la violette (vignoble de Chinon).

## Répartition

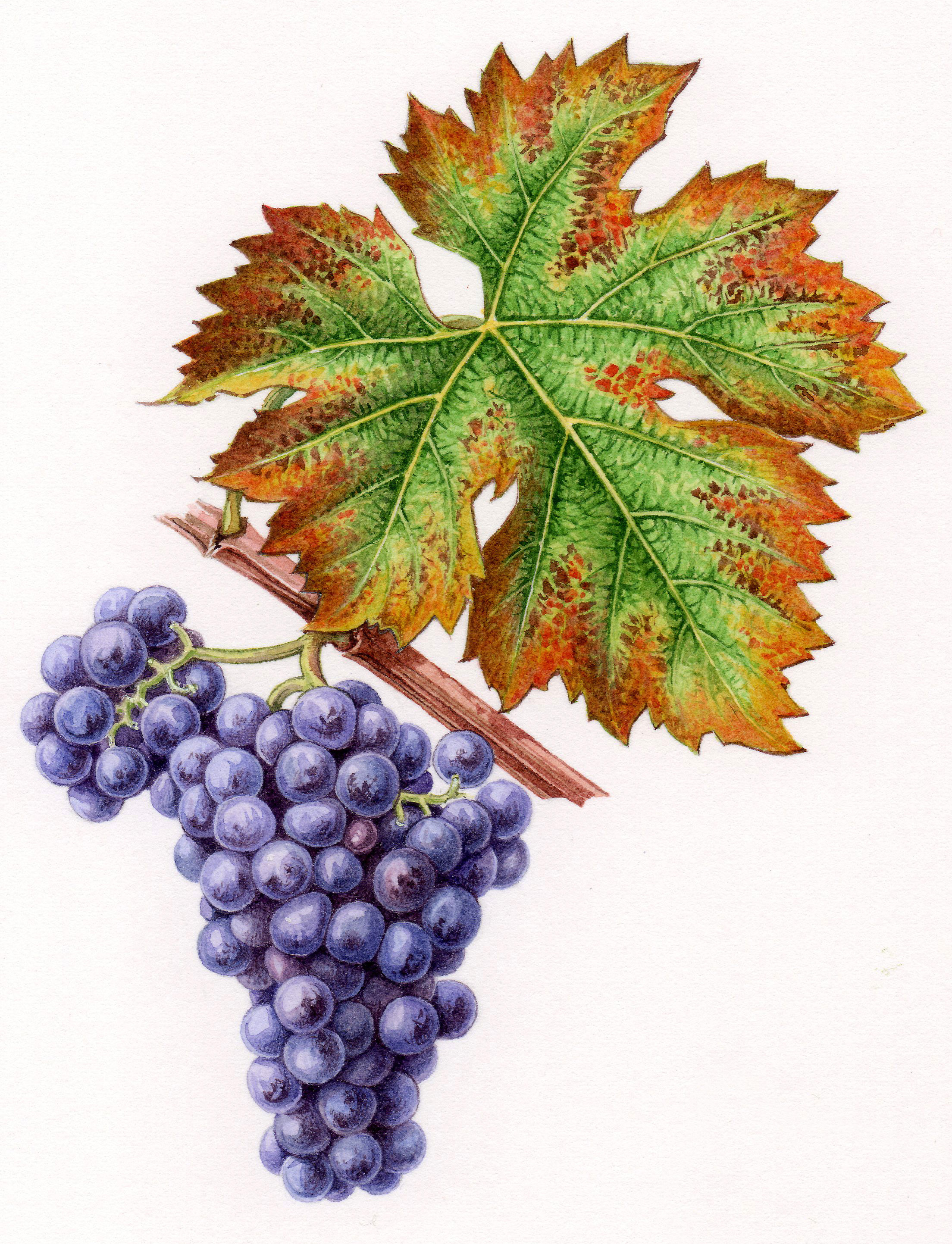
Grappe et feuille de cabernet franc.

Ce cépage est planté sur environ 45 000 ha dans le monde dont 36 000 ha en France. L'Aquitaine possède plus de la moitié des superficies cultivées, vient ensuite la vallée de la Loire.
Ce cépage est très utilisé dans les vins du Val-de-Loire, par exemple du côté des vignobles de Bourgueil, Chinon, Saint-Nicolas-de-Bourgueil, ou Saumur-Champigny. Il entre également dans la composition des vins du Médoc, aux côtés du Cabernet-sauvignon et du Merlot (généralement majoritaires), parfois également du Petit verdot et du Malbec, plus anecdotiques. Si le célèbre Château Cheval Blanc (Gironde) a 60 % de son encépagement issu de cabernet franc, il s'agit bien d'une exception.
Le cabernet franc est appelé bouchet dans le vignoble de Saint-Émilion, bouchy dans le centre de la Gascogne et breton en Touraine.
En Italie, la superficie plantée en cabernet franc est de 5 700 hectares. Il est classé cépage d'appoint en DOC Alghero, Alto Adige, Bagnoli di Sopra, Barco Reale di Carmignano, Bolgheri, Breganze, Carmignano, Carso, Castel del Monte, Colli Berici, Colli Bolognesi, Colli del Trasimeno, Colli dell'Etruria Centrale, Colli di Conegliano, Colli di Faenza, Colli di Rimini, Colli di Scandiano e di Canossa, Colli d'Imola, Colli Orientali del Friuli, Colli Piacentini, Collio Goriziano, Contea di Sclafani, Contessa Entellina, Controguerra, Delia Nivolelli, Franciacorta, Friuli Annia, Friuli Aquileia, Friuli Grave, Friuli Isonzo, Friuli Latisana, Garda, Garda Colli Mantovani, Lago di Corbara, Lison Pramaggiore, Menfi, Vini del Molise, Montello e Colli Asolani, Oltrepò pavese, Vini del Piave, Rosso Orvietano, Sambuca di Sicilia, Santa Margherita di Belice, Sant'Antimo, Sciacca, Terre di Franciacorta, Torgiano, Trentino, Valcalepio et Valdichiana.

## Synonymes

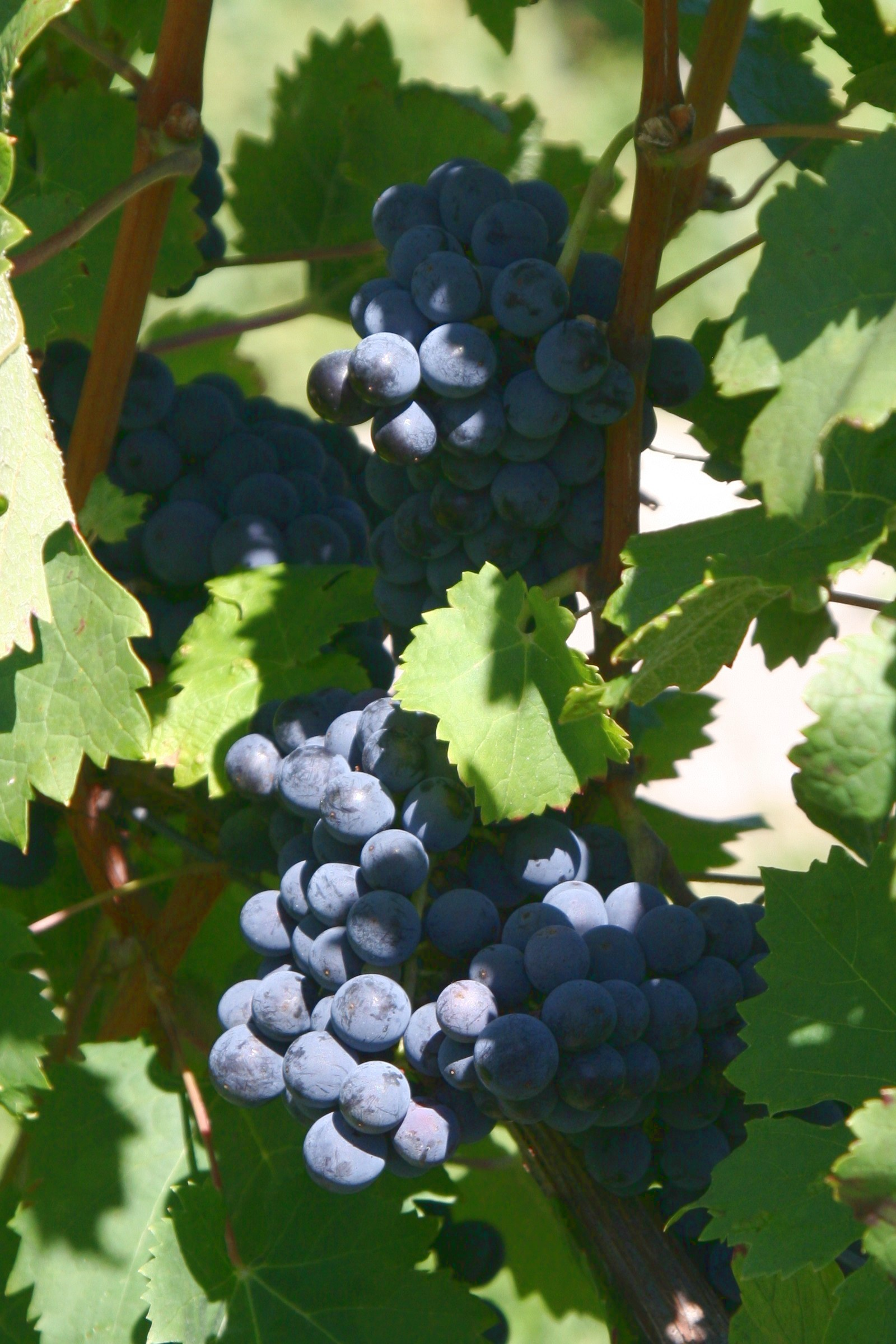
Grappes et feuilles de cabernet franc en septembre.

Le cabernet franc est aussi connu sous les noms suivants :
- achéria
- arrouya pro parte
- bidure
- boubet
- bouchet
- bouchy
- breton
- cabernet blanc
- cabernet d'Aunis
- cabernet franco
- cabernet gris
- capbreton rouge
- carbenet
- carbouet
- carmenet
- couahort pro parte
- gamay de Ricenay
- gros bouchet
- gros cabernet
- grosse vidure
- kaberne frank
- messanges rouge
- noir dur
- petite vigne dure
- plant breton
- plant de l'abbé Breton
- plant des sables
- trouchet noir
- véron
- véronais